# ناوكي أوياما
ناوكي أوياما (باليابانية: 青山 直晃) مواليد 18 يوليو 1986 في آيتشي، اليابان، هو لاعب كرة قدم ياباني يلعب مع نادي موانغ ثونغ يونايتد كمدافع.

## المسيرة الاحترافية

### أندية لعب لها
- شيميزو إس-بولس
- يوكوهاما مارينوس
- نادي موانغ ثونغ يونايتد

## روابط خارجية
- ناوكي أوياما على موقع رابطة كرة القدم اليابانية للمحترفين (اليابانية)
- ناوكي أوياما على موقع قاعدة بيانات كرة القدم.إي يو (الإنجليزية)
- ناوكي أوياما على موقع Soccerway.com (الإنجليزية)
- ناوكي أوياما على موقع عالم كرة القدم.نت (الإنجليزية)